# 2010년 대만의 텔레비전 드라마 목록
다음은 2010년에 타이완의 텔레비전에서 방송되었던 드라마 프로그램을 나열한 목록이다.

## 작품 목록
- 《국민영웅》
- 《남해일가일》
- 《맹학원2지성전재기》
- 《맹학원지기사전기》
- 《사신소녀》
- 《서리인처》
- 《성광하적동화》
- 《쇄청추》
- 《신병일기》
- 《아적배대정인》
- 《애무한》
- 《애사백회》
- 《여왕부하반》
- 《예아달》
- 《웅묘인》
- 《유맹교장》
- 《제2회 합아애니》
- 《종무염》
- 《취상뢰저니》
- 《취시요향련》
- 《투심대성 P.S.남》
- 《포말지하》
- 《호규대명성》

## 같이 보기
- 타이완의 텔레비전 드라마 목록
- 2010년대 타이완의 텔레비전 드라마 목록